# 广东交通集团
广东省交通集团有限公司（英語：Guangdong Provincial Communication Group Company Limited），簡稱廣東交通集團，是广东省内公路投资建设运营领域的省属国有独资企业，2000年6月28日挂牌成立。广东交通集团负责对广东省级管辖的高速公路进行投资、建设、运营统一管理，同时也运营“粤运快车”“粤港”“威盛”“岐关”“拱运”等汽车运输品牌。

## 下屬企業或子公司
- 广东省高速公路发展股份有限公司
- 廣東粵運交通股份有限公司
- 广东省拱北汽车运输有限责任公司
- 粵港汽車運輸聯營有限公司
- 岐關車路有限公司

## 外部連結
- 官方网站 （简体中文）